# 花塘村
花塘村，別稱紅樓夢村，位於南京江宁区江宁街道，當地正式行政名稱為花塘村，並非慣稱的紅樓夢村，南京紅樓夢村（花塘村）有諸多現象和地名與紅樓夢小說中有潛在關聯，與曹雪芹本人也有傳說，當地村民和部分學者相信該地是紅樓夢小說的原型構想來源，但也有人認為是後人穿鑿附會故意造成，紅樓夢成名風行於1780年代之前甚至更早，所以兩百多年間不排除有穿鑿附會的可能性。南京大学中文系高国藩教授曾带领学生到此調查，并写成了《江宁陆郎乡〈红楼梦〉传说采风记》。

## 概要
花塘村有曹、王、史、薛四个自然村落，而红楼梦中有贾(假)、王、史、薛四大家族，二者惊人相似，村中曹姓人家族長期以來都流傳自己是曹雪芹家族後裔。該村中大面積鋪有硕大的青石板，可以推測古代曾有大戶人家在當地發跡，村东前有一面积数十亩的花塘中小岛，當地人傳言就是曹氏家族衰败前大園林中古亭的亭基，全村附近有众多与红楼梦对应或聯想的地名達38個之多，已經超過巧合的程度，以最早的红楼梦少量刊行本「程甲本」于1781年发行為前提，而花塘的这些地名均在此之前就已经见於縣誌和其他文件记载，這也是主張穿鑿附會說不成立者的主要證據，不論最後定論如何目前花塘村都成為紅學研究者的必去之處和著名觀光景點。

## 公交
| 花塘 | 花塘 | 花塘 | 花塘       | 花塘                           |
| 编号 | 路线 | 路线 | 路线       | 备注                           |
| ---- | ---- | ---- | ---------- | ------------------------------ |
| 866  | 陆郎 | →    | 河定桥南   | 经雨花台区铁心桥街道 原 金陆线 |
| 866  | 陆郎 | ←    | 河定桥西   | 经雨花台区铁心桥街道 原 金陆线 |
| 876  | 陆郎 | ⇆    | 谷里总站   | 定时班车                       |
| 995  | 陆郎 | ⇆    | 鲁家停车场 | 定时班车                       |